# Asienspiele 2006/Badminton (Herrenmannschaft)
Badminton wurde bei den Asienspielen 2006 in Doha in Katar vom 30. November bis zum 9. Dezember gespielt. Folgend die Ergebnisse der Herrenmannschaften.

## Vorrunde

### Gruppe A
| Team       | Pts | Pld | W | L | GF | GA |
| ---------- | --- | --- | - | - | -- | -- |
| China      | 4   | 2   | 2 | 0 | 8  | 1  |
| Indonesien | 3   | 2   | 1 | 1 | 6  | 3  |
| Indien     | 2   | 2   | 0 | 2 | 0  | 10 |

| 30. November | Indien | 0 – 5 | Volksrepublik China |  |

| Anup Sridhar                           | Anup Sridhar                           | 0–2 | Lin Dan                    | 19–21, 11–21 |
| Sanave Thomas / Rupesh Kumar           | Sanave Thomas / Rupesh Kumar           | 0–2 | Cai Yun / Fu Haifeng       | 8–21, 11–21  |
| Kashyap Parupalli                      | Kashyap Parupalli                      | 0–2 | Chen Jin                   | 7–21, 19–21  |
| Valiyaveetil Diju / J. B. S. Vidyadhar | Valiyaveetil Diju / J. B. S. Vidyadhar | 0–2 | Guo Zhendong / Xie Zhongbo | 18–21, 8–21  |
| Nikhil Kanetkar                        | Nikhil Kanetkar                        | 0–2 | Bao Chunlai                | 14–21, 12–21 |

| 30. November | Indien | 0 – 5 | Indonesien |  |

| Anup Sridhar                           | Anup Sridhar                           | 0–2 | Taufik Hidayat                    | 21–23, 16–21        |
| Sanave Thomas / Rupesh Kumar           | Sanave Thomas / Rupesh Kumar           | 1–2 | Markis Kido / Hendra Setiawan     | 21–19, 18–21, 13–21 |
| Kashyap Parupalli                      | Kashyap Parupalli                      | 1–2 | Simon Santoso                     | 21–15, 13–21, 17–21 |
| Valiyaveetil Diju / J. B. S. Vidyadhar | Valiyaveetil Diju / J. B. S. Vidyadhar | 1–2 | Luluk Hadiyanto / Alvent Yulianto | 21–19, 19–21, 15–21 |
| Nikhil Kanetkar                        | Nikhil Kanetkar                        | 0–2 | Sony Dwi Kuncoro                  | 9–21, 10–21         |

| 2. Dezember | Indonesien | 1 – 3 | Volksrepublik China |  |

| Taufik Hidayat                    | Taufik Hidayat                    | 1–2 | Lin Dan                    | 17–21, 21–17, 16–21 |
| Markis Kido / Hendra Setiawan     | Markis Kido / Hendra Setiawan     | 1–2 | Cai Yun / Fu Haifeng       | 16–21, 21–17, 13–21 |
| Simon Santoso                     | Simon Santoso                     | 2–0 | Chen Jin                   | 21–14, 21–8         |
| Luluk Hadiyanto / Alvent Yulianto | Luluk Hadiyanto / Alvent Yulianto | 0–2 | Xie Zhongbo / Guo Zhendong | 10–21, 12–21        |
|                                   |                                   |     |                            |                     |

### Gruppe B
| Team     | Pts | Pld | W | L | GF | GA |
| -------- | --- | --- | - | - | -- | -- |
| Südkorea | 4   | 2   | 2 | 0 | 7  | 2  |
| Thailand | 3   | 2   | 1 | 1 | 5  | 4  |
| Vietnam  | 2   | 2   | 0 | 2 | 2  | 8  |

| 30. November | Vietnam | 1 – 4 | Südkorea |  |

| Nguyễn Tiến Minh                    | Nguyễn Tiến Minh                    | 2–1 | Lee Hyun-il                  | 16–21, 21–14, 21–12 |
| Nguyễn Quang Minh                   | Nguyễn Quang Minh                   | 0–2 | Park Sung-hwan               | 12–21, 13–21        |
| Nguyễn Hoàng Hải                    | Nguyễn Hoàng Hải                    | 0–2 | Hwang Jung-un                | 14–21, 11–21        |
| Trần Thanh Hải / Nguyễn Quang Minh  | Trần Thanh Hải / Nguyễn Quang Minh  | 0–2 | Jung Jae-sung / Lee Yong-dae | 12–21, 13–21        |
| Nguyễn Tiến Minh / Nguyễn Hoàng Hải | Nguyễn Tiến Minh / Nguyễn Hoàng Hải | 0–2 | Lee Jae-jin / Hwang Ji-man   | 13–21, 8–21         |

| 30. November | Vietnam | 1 – 4 | Thailand |  |

| Nguyễn Tiến Minh                     | Nguyễn Tiến Minh                     | 2–1 | Boonsak Ponsana                              | 21–18, 18–21, 21–10 |
| Nguyễn Quang Minh                    | Nguyễn Quang Minh                    | 0–2 | Poompat Sapkulchananart                      | 13–21, 17–21        |
| Nguyễn Hoàng Hải                     | Nguyễn Hoàng Hải                     | 1–2 | Peerasak Wiriyaphadungphong                  | 8–21, 21–13, 19–21  |
| Trần Thanh Hải / Nguyễn Tiến Minh    | Trần Thanh Hải / Nguyễn Tiến Minh    | 0–2 | Songphon Anugritayawon / Nuttaphon Narkthong | 19–21, 12–21        |
| Nguyễn Quang Minh / Nguyễn Hoàng Hải | Nguyễn Quang Minh / Nguyễn Hoàng Hải | 0–2 | Sudket Prapakamol / Patapol Ngernsrisuk      | 12–21, 12–21        |

| 2. Dezember | Thailand | 1 – 3 | Südkorea |  |

| Boonsak Ponsana                            | Boonsak Ponsana                            | 0–2 | Lee Hyun-il                  | 17–21, 12–21        |
| Nuttaphon Narkthong / Patapol Ngernsrisuk  | Nuttaphon Narkthong / Patapol Ngernsrisuk  | 0–2 | Jung Jae-sung / Lee Yong-dae | 13–21, 17–21        |
| Poompat Sapkulchananart                    | Poompat Sapkulchananart                    | 2–1 | Park Sung-hwan               | 21–18, 16–21, 21–17 |
| Songphon Anugritayawon / Sudket Prapakamol | Songphon Anugritayawon / Sudket Prapakamol | 0–2 | Lee Jae-jin / Hwang Ji-man   | 20–22, 25–27        |
|                                            |                                            |     |                              |                     |

### Gruppe C
| Team     | Pts | Pld | W | L | GF | GA |
| -------- | --- | --- | - | - | -- | -- |
| Malaysia | 4   | 2   | 1 | 0 | 9  | 1  |
| Japan    | 3   | 2   | 1 | 1 | 5  | 5  |
| Hongkong | 2   | 2   | 0 | 2 | 1  | 9  |

| 30. November | Japan | 0 – 5 | Malaysia |  |

| Shoji Sato                     | Shoji Sato                     | 0–2 | Lee Chong Wei                     | 10–21, 18–21 |
| Sho Sasaki                     | Sho Sasaki                     | 0–2 | Muhammad Hafiz Hashim             | 13–21, 13–21 |
| Keita Masuda                   | Keita Masuda                   | 0–2 | Kuan Beng Hong                    | 12–21, 6–21  |
| Shoji Sato / Sho Sasaki        | Shoji Sato / Sho Sasaki        | 0–2 | Koo Kien Keat / Tan Boon Heong    | 13–21, 15–21 |
| Keita Masuda / Tadashi Ohtsuka | Keita Masuda / Tadashi Ohtsuka | 0–2 | Lin Woon Fui / Fairuzizuan Tazari | 19–21, 20–22 |

| 30. November | Japan | 5 – 0 | Hongkong |  |

| Shoji Sato                     | Shoji Sato                     | 2–0 | Ng Wei                                             | 21–17, 21–16        |
| Sho Sasaki                     | Sho Sasaki                     | 2–0 | Chan Yan Kit                                       | 21–18, 21–12        |
| Keita Masuda                   | Keita Masuda                   | 2–0 | Wong Wai Hong                                      | 21–11, 21–16        |
| Shoji Sato / Sho Sasaki        | Shoji Sato / Sho Sasaki        | 2–1 | Hui Wai Ho / Ng Wei                                | 18–21, 21–12, 21–17 |
| Keita Masuda / Tadashi Ohtsuka | Keita Masuda / Tadashi Ohtsuka | 2–0 | Albertus Susanto Njoto / Yohan Hadikusumo Wiratama | 22–20, 22–20        |

| 2. Dezember | Hongkong | 1 – 3 | Malaysia |  |

| Ng Wei                                             | Ng Wei                                             | 2–1 | Muhammad Hafiz Hashim             | 16–21, 21–15, 21–18 |
| Chan Yan Kit                                       | Chan Yan Kit                                       | 0–2 | Kuan Beng Hong                    | 25–27, 19–21        |
| Wong Wai Hong                                      | Wong Wai Hong                                      | 0–2 | Wong Choong Hann                  | 19–21, 15–21        |
| Albertus Susanto Njoto / Yohan Hadikusumo Wiratama | Albertus Susanto Njoto / Yohan Hadikusumo Wiratama | 1–2 | Lin Woon Fui / Fairuzizuan Tazari | 13–21, 21–18, 14–21 |
|                                                    |                                                    |     |                                   |                     |

## Zwischenrunde

### Gruppe D
| Team       | Pts | Pld | W | L | GF | GA |
| ---------- | --- | --- | - | - | -- | -- |
| Indonesien | 4   | 2   | 2 | 0 | 8  | 2  |
| Japan      | 3   | 2   | 1 | 1 | 3  | 5  |
| Thailand   | 2   | 2   | 0 | 2 | 2  | 6  |

| 3. Dezember | Japan | 0 – 5 | Indonesien |  |

| Shoji Sato                     | Shoji Sato                     | 0–2 | Taufik Hidayat                    | 15–21, 19–21        |
| Sho Sasaki                     | Sho Sasaki                     | 1–2 | Simon Santoso                     | 19–21, 21–17, 19–21 |
| Tadashi Ohtsuka                | Tadashi Ohtsuka                | 0–2 | Sony Dwi Kuncoro                  | 13–21, 9–21         |
| Shoji Sato / Sho Sasaki        | Shoji Sato / Sho Sasaki        | 0–2 | Luluk Hadiyanto / Alvent Yulianto | 20–22, 14–21        |
| Keita Masuda / Tadashi Ohtsuka | Keita Masuda / Tadashi Ohtsuka | 0–2 | Markis Kido / Hendra Setiawan     | 22–24, 17–21        |

| 3. Dezember | Thailand | 2 – 3 | Indonesien |  |

| Boonsak Ponsana                            | Boonsak Ponsana                            | 0–2 | Taufik Hidayat                    | 2–21, Retired       |
| Patapol Ngernsrisuk / Nuttaphon Narkthong  | Patapol Ngernsrisuk / Nuttaphon Narkthong  | 0–2 | Markis Kido / Hendra Setiawan     | 18–21, 19–21        |
| Poompat Sapkulchananart                    | Poompat Sapkulchananart                    | 1–2 | Simon Santoso                     | 21–19, 10–21, 14–21 |
| Sudket Prapakamol / Songphon Anugritayawon | Sudket Prapakamol / Songphon Anugritayawon | 2–0 | Luluk Hadiyanto / Alvent Yulianto | Walkover            |
| Tanongsak Saensomboonsuk                   | Tanongsak Saensomboonsuk                   | 2–0 | Sony Dwi Kuncoro                  | Walkover            |

| 3. Dezember | Japan | 3 – 0 | Thailand |  |

| Shoji Sato   | Shoji Sato   | 2–0 | Poompat Sapkulchananart     | 21–6, 21–13  |
| Sho Sasaki   | Sho Sasaki   | 2–0 | Peerasak Wiriyaphadungphong | 22–20, 21–15 |
| Keita Masuda | Keita Masuda | 2–0 | Tanongsak Saensomboonsuk    | 21–19, 21–14 |
|              |              |     |                             |              |
|              |              |     |                             |              |

## Endrunde
|  | Halbfinale  | Halbfinale  |       |          | Finale      | Finale      |
|  |             |             |       |          |             |             |
|  | 4. Dezember |             |       |          |             |             |
|  | China       | 3           |       |          |             |             |
|  | Indonesien  | 1           |       |          | 5. Dezember | 5. Dezember |
|  |             |             | China | 3        |             |             |
|  | 4. Dezember | 4. Dezember |       | Südkorea | 2           |             |
|  | Südkorea    | 3           |       |          |             |             |
|  | Malaysia    | 1           |       |          |             |             |
|  |             |             |       |          |             |             |

### Halbfinale
| 4. Dezember | Volksrepublik China | 3 – 1 | Indonesien |  |

| Lin Dan                    | Lin Dan                    | 2–1 | Taufik Hidayat                    | 22–20, 13–21, 21–12 |
| Cai Yun / Fu Haifeng       | Cai Yun / Fu Haifeng       | 1–2 | Markis Kido / Hendra Setiawan     | 14–21, 21–18, 16–21 |
| Chen Jin                   | Chen Jin                   | 2–1 | Simon Santoso                     | 21–19, 16–21, 21–14 |
| Xie Zhongbo / Guo Zhendong | Xie Zhongbo / Guo Zhendong | 2–1 | Luluk Hadiyanto / Alvent Yulianto | 6–21, 21–6, 21–16   |
|                            |                            |     |                                   |                     |

| 4. Dezember | Südkorea | 3 – 1 | Malaysia |  |

| Lee Hyun-il                  | Lee Hyun-il                  | 2–0 | Lee Chong Wei                     | 21–19, 21–19        |
| Jung Jae-sung / Lee Yong-dae | Jung Jae-sung / Lee Yong-dae | 2–1 | Lin Woon Fui / Fairuzizuan Tazari | 19–21, 22–20, 21–16 |
| Park Sung-hwan               | Park Sung-hwan               | 1–2 | Muhammad Hafiz Hashim             | 12–21, 21–11, 17–21 |
| Lee Jae-jin / Hwang Ji-man   | Lee Jae-jin / Hwang Ji-man   | 2–0 | Koo Kien Keat / Tan Boon Heong    | 21–14, 23–21        |
|                              |                              |     |                                   |                     |

### Finale
| 5. Dezember | Volksrepublik China | 3 – 2 | Südkorea |  |

| Lin Dan                    | Lin Dan                    | 1–2 | Lee Hyun-il                  | 20–22, 21–11, 13–21 |
| Cai Yun / Fu Haifeng       | Cai Yun / Fu Haifeng       | 2–0 | Jung Jae-sung / Lee Yong-dae | 21–19, 21–14        |
| Chen Jin                   | Chen Jin                   | 2–1 | Park Sung-hwan               | 18–21, 21–6, 21–11  |
| Xie Zhongbo / Guo Zhendong | Xie Zhongbo / Guo Zhendong | 1–2 | Lee Jae-jin / Hwang Ji-man   | 17–21, 21–13, 14–21 |
| Bao Chunlai                | Bao Chunlai                | 2–0 | Shon Seung-mo                | 21–9, 21–8          |